# Amanita simulans
Amanita simulans är en svampart som beskrevs av Contu 1999. Amanita simulans ingår i släktet flugsvampar och familjen Amanitaceae.   Inga underarter finns listade i Catalogue of Life.